# N’Kosie Barnes
N'Kosie Barnes (ur. 17 grudnia 1974) – lekkoatleta pochodzący z Antigui i Barbudy, specjalizujący się w biegach sprinterskich, olimpijczyk.
Zawodnik dwukrotnie reprezentował swój kraj na igrzyskach olimpijskich: w 1996, razem z Terrym, Brownem i Lindsayem, startował w sztafecie 4 × 400 - odpadli w eliminacjach, w 2000 startował w biegu na 200 metrów - odpadł w 1. rundzie kwalifikacji.

## Rekordy życiowe
| Dystans            | Wynik (s) | Miejsce   | Data             |
| ------------------ | --------- | --------- | ---------------- |
| Bieg na 200 metrów | 21,82     | Sydney    | 27 września 2000 |
| Bieg na 400 metrów | 49,69     | Melbourne | 20 marca 2006    |